# Шаус, Уильям
Уильям Шаус (англ. William Schaus; 11 января 1858, Нью-Йорк — 20 июня 1942) — американский энтомолог. Специалист по систематике чешуекрылых.

## Биография
Уильям Шаус родился в Нью-Йорке 11 января 1858 года. Его отец (тоже Уильям Шаус), приехавший в США из Германии и получил американское гражданство в 1854 году, был дилером и коллекционером. Начальное образование Уильям Шаус младший получил в Академии Филлипса в Эксетере, позже учился в Франции и Германии. Под влиянием Генри Эдварса стал энтомологом вопреки желанию отца, который видел сына продолжателем своего бизнеса. С 1901 по 1905 год жил в Твикенхеме в окрестностях Лондона. Владел английским, немецким, французским и испанским языком. В 1883 году совершил первую важную поездку по сбору насекомых в Мексику. С 1919 по 1938 годы работал в Бюро энтомологии при Министерстве сельского хозяйства США. В 1921 году стал почетным помощником куратора насекомых Национального музея США. В 1921 году он получил почетную степень магистра искусств Университета Висконсина, а в 1925 году стал почетным доктором наук из Питтсбургского университета.

## Научные достижения
В ходе экспедиций в Мексику, Коста-Рику, Гватемалу, Панаму, Кубу, Ямайку, Доминику, Сент-Китс, Гвиану, Колумбию и Бразилию собрал более 200000 чешуекрылых. Описал более 5000 видов.

### Некоторые таксоны, описанные Шаусом
- Acraga coa (Schaus, 1892)
- Adalgisa Schaus, 1928
- Alheita Schaus, 1928
- Bleptiphora Schaus, 1916
- Cloniatarphes Schaus, 1916
- Coscaga Schaus, 1906
- Dogninades Schaus, 1916
- Drucuma apicata Schaus, 1916
- Dunama Schaus, 1912
- Eadmuna Schaus, 1928
- Euploea blossomae Schaus, 1929
- Girtesma messala Schaus, 1913
- Goednes abnormalis Schaus, 1916
- Gorosina ampla Schaus, 1913
- Hyponeuma taltula (Schaus, 1904)
- Kyneria utuadae Schaus, 1940
- Luberta nymbisalis Schaus, 1916
- Macessoga Schaus, 1928
- Maronia celadon Schaus, 1916
- Mastigia epitusalis Schaus, 1916
- Mastixis Schaus, 1913
- Menevia Schaus, 1928
- Nyctipolia Schaus, 1916
- Oidemastis Schaus, 1916
- Palthisomis Schaus, 1916
- Panarenia Schaus, 1916
- Poenomia Schaus, 1913
- Pseudarista Schaus, 1916
- Reinmara Schaus, 1928
- Roelofa Schaus, 1928
- Santiaxis Schaus, 1916
- Schiraces Schaus, 1916
- Scutirodes Schaus, 1916
- Synomera Schaus, 1916
- Taphonia Schaus, 1916
- Thraumata petrovna (Schaus, 1904)
- Tarema Schaus, 1896
- Tarista Schaus, 1913
- Thursania Schaus, 1913
- Tolypida Schaus, 1928
- Trachysmatis Schaus, 1916
- Upothenia Schaus, 1913
- Uzomathis Schaus, 1916
- Zorothis Schaus, 1916

## Таксоны, названные в честь Шауса
Многие таксоны членистоногих были названы в его честь, в том числе:
- Coenodomus schausi West, 1931
- Parevia schausi Rothschild, 1909
- Pseudlithosia schausi Hampson, 1907
- Schausiella Bouvier, 1931
- Schausia Karsch, 1895

## Членство в научных организациях
Шаус был членом многих научных организаций, в том числе: Лондонского королевского энтомологического общества, Зоологического общество Лондона, Энтомологическое общество Франции (почетный корреспондент), Энтомологического общества Бразилии (почетный член), Энтомологическое общество Америки, Американской ассоциации содействия развитию науки, Биологического общества Вашингтона, Энтомологического общества Вашингтона, Филадельфийского энтомологического общества (член-корреспондент), Академии естественных наук в Филадельфии (корреспондент).

## Публикации Шауса
Уильям Шаус автор более 122 публикаций, в том числе:
- Schaus W. Descriptions of the early stages of some Mexican Lepidoptera (англ.) // Papilio : journal. — 1883. — No. 3. — P. 186–189.
- Schaus W. Descriptions of new South American moths (англ.) // Proceedings of the United States National Museum : journal. — 1905. — Vol. 29, no. 1420. — P. 179–345. — doi:10.5479/si.00963801.1420.179.
- Schaus W. Descriptions of new South American Moths (англ.) // Proceedings of the United States National Museum : journal. — 1906. — Vol. 30, no. 1444. — P. 85—141.
- Schaus, W. A generic revision of the American moths of the subfamily Hypeninae, with descriptions of new genera and species (англ.) // Proceedings of the United States National Museum (Washington, DC). — 1916. — Vol. 50, no. 2132. — P. 259—399 (261, определитель; 308—309, описание).
- Schaus W. Insects of Porto Rico and the — moths of the family Noctuidae (англ.) // Scientific survey of Porto Rico and the Virgin Islands : journal. — 1940. — Vol. 12, no. 2. — P. 177—290.